# Ammanallur, Kolar
Ammanallur là một làng thuộc tehsil Kolar, huyện Kolar, bang Karnataka, Ấn Độ.